# Salatis
Salatis is een geslacht van vlinders van de familie dikkopjes (Hesperiidae), uit de onderfamilie Eudaminae.

## Soorten
- S. canalis (Skinner, 1920)
- S. cebrenus (Cramer, 1777)
- S. flavomarginatus (Sepp, 1848)
- S. fulvius (Plötz, 1882)
- S. salatis (Stoll, 1782)
- S. scyrus (Bell, 1934)